# Keresztelőkápolna

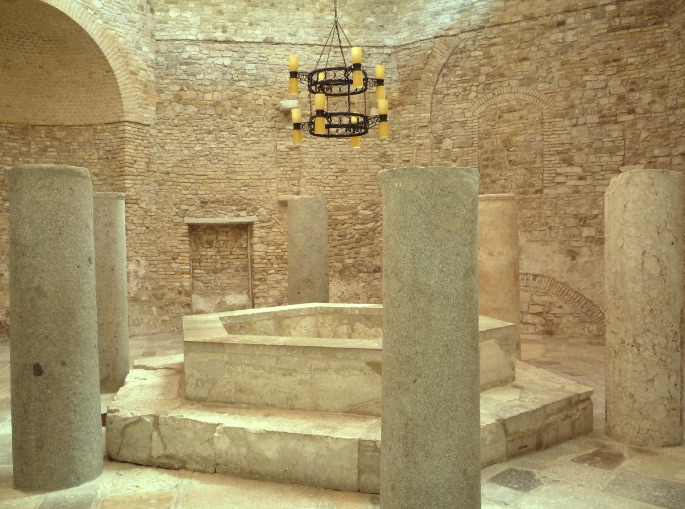
Az 5. századi aquileiai baptisztérium belső tere a keresztelőmedencével

A keresztelőkápolna vagy baptisztérium a keresztény egyházi építészetben eleinte különálló épület (elnevezése gyakran keresztelőtemplom), a 13. századtól a templomon belül alaprajzilag is elkülönülő kápolna, ahol a keresztség szentségének kiszolgáltatására, a keresztelés szertartására sor kerül.

## Története
Az ókorban a római kori fürdők, a thermák medencéjének elnevezése volt baptisterium (a latin szó forrása a görög βαπτιστήριον / baptisztérion volt). A korai kereszténység idején a keresztelés szertartására még különálló, a templom közelében emelt épületben került sor. Vallási okokból volt szükség erre a megoldásra, hogy ti. a keresztény hitre tért hívek csak a szentség felvételét követően, megtisztultan léphessenek Isten házába, a templomba. A többnyire nyolcszög (a keresztény számszimbolikában a nyolcas az újjászületés száma) vagy kör alaprajzú baptisztérium centrális elrendezésű volt: közepén helyezkedett el az épület alaprajzával azonos alakú, süllyesztett keresztelőmedence (piscina), amelyben a keresztelendőket alámerítették. A medence fölé rendszerint oszlopokon nyugvó oltársátrat, ún. cibóriumot emeltek. A kereszténység keleti területein – ahol az élővízben keresztelés kultusza tovább tartotta magát – gyakran patakok vizét vezették be a baptisztériumba.
Az első keresztelőkápolna a 4. században épült; ez volt a római Battistero (a Lateránban), ami egy oktogonális alaprajzú épület, amelyben a középen elhelyezett keresztelőmedencét nyolc oszlop fogja körül. Ravennában két keresztelőkápolna is épült: az ortodox baptisztérium az 5. században és a szintén oktogonális alaprajzú ariánus baptisztérium, amit Teodorik építtetett a 6. században. A középkorban számos keresztelőkápolna épült még, közülük egyre több kör alaprajzzal. Korai példa erre a torcellói Santa Maria Assunta-katedrálissal a 6. században egybeépített kápolna. Hasonlókat találhatunk Pisában, Firenzében, Parmában stb. A különálló keresztelőkápolnák építése addig volt jellemző a középkor építészetére, amíg a keresztelés hagyományából ki nem veszett az egész testes vízbe merítés.
A 6. századtól, a gyermekkeresztség folyamatos terjedésével a medence mérete csökkent, és egyre terjedt a kőből, bronzból vagy rézből készült keresztelőkút (fons baptismalis, magyarul gyakran keresztelőmedence), amelyet már a templomban, a narthexben vagy a főhajó előterében helyeztek el. A 8. századtól egyre kevesebb baptisztérium épült, csak a nagyobb itáliai városokban (Firenze, Pisa, Parma) emeltek továbbra is impozáns, többemeletes templomokat kifejezetten a keresztelés céljára, egészen a 13. századig. Az általában Keresztelő Szent János tiszteletére szentelt, kora középkori baptisztériumok legszebb példái Olaszországban (Róma–Laterán, Ravenna, Novara, Aquileia, Nocera Superiore a kora középkorból; Firenze, Pisa, Parma, Pistoia a 11–13. századból), Dalmáciában (Poreč), Franciaországban (Riez, Poitiers, Fréjus) és a Közel-Keleten (Hagia Szophia keresztelőkápolnája, Isztambul, Törökország; Kalat Sziman, Aleppó, Szíria) maradtak fenn.
A 13. századtól terjedt el a gyakorlat, hogy a keresztelőkutat egy, a templomban külön e célra kialakított kápolnában helyezzék el. Ennek helye centrális elrendezés pl. a görög kereszt alaprajzú templomokban az egyik keresztszárban, egyébként a főhajó nyugati végében, a bejárathoz közel volt. A keresztelőkápolna azonban a középkor és az újkor századaiban sem volt elmaradhatatlan tartozéka a templomoknak és a székesegyházaknak. A magában álló keresztkutat ezekben az esetekben a templom központi részén, a szentély közelében helyezték el. A katolikus egyházban Borromei Szent Károly útmutatása alapján a 16–17. századtól egyre gyakrabban került ismét a bejárat közelébe.

## Képtár

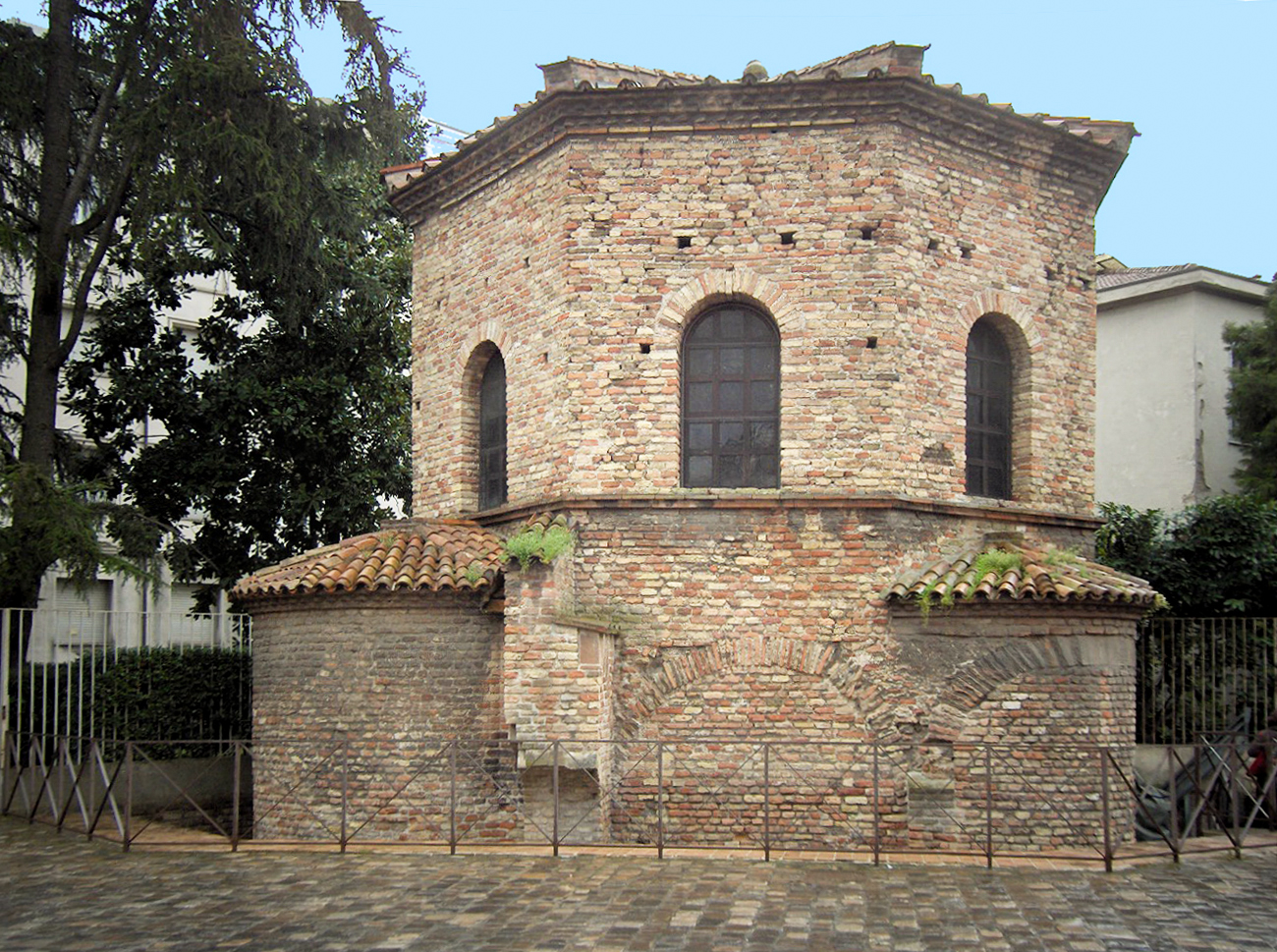
Az ariánusok 5. századi keresztelőkápolnája Ravennában
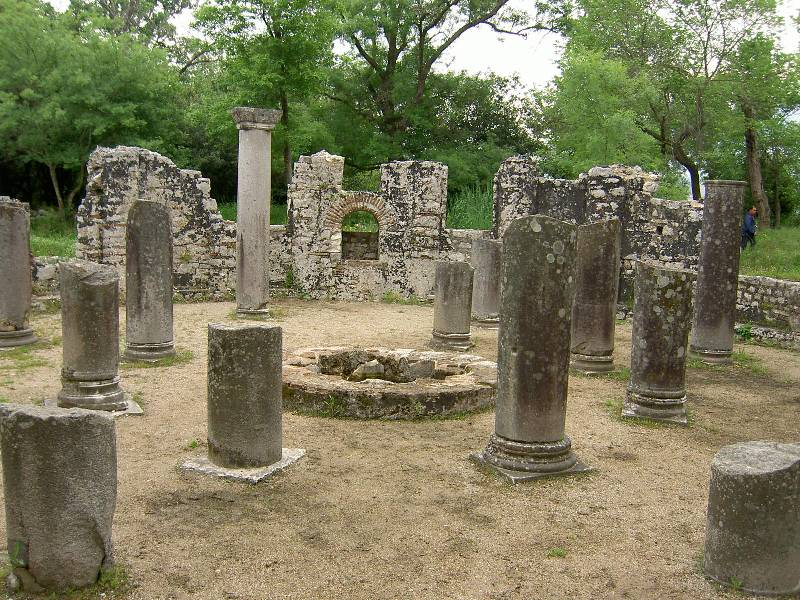
6. századi keresztelőkápolna romjai az albániai Buthrótonban
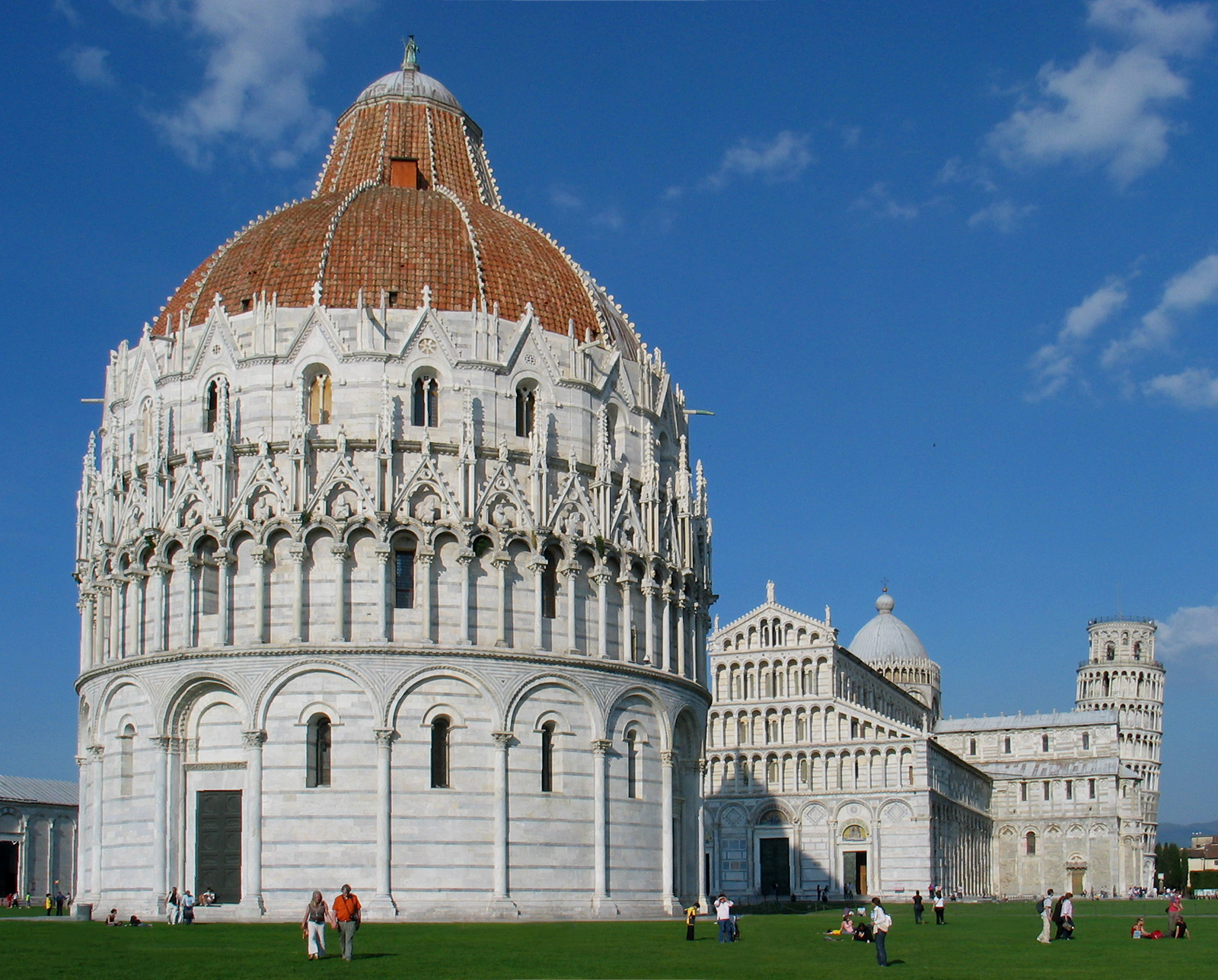
Pisa 12. századi keresztelőkápolnája, a Battistero di San Giovanni
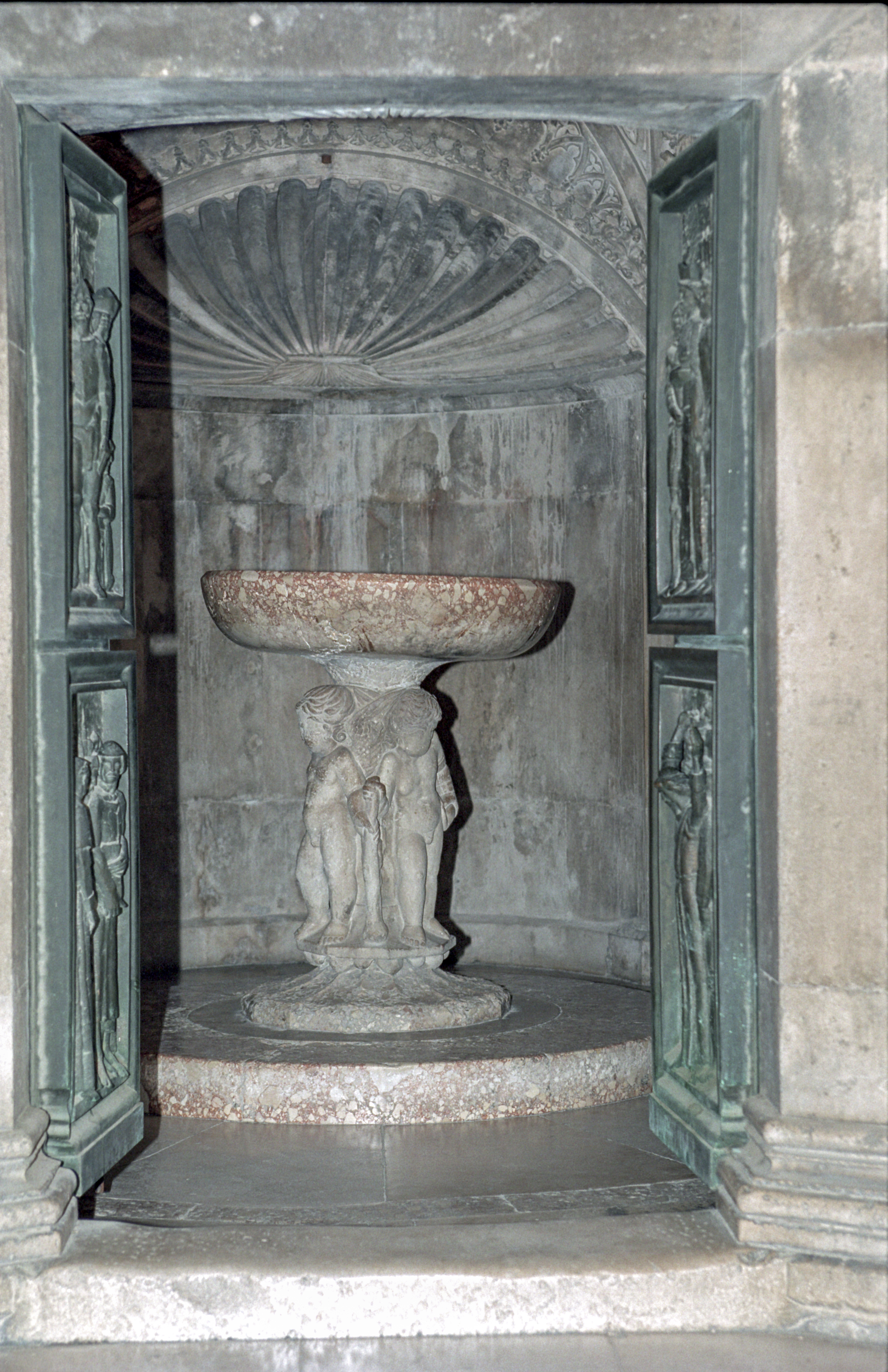
A 15–16. századi šibeniki Szent Jakab-székesegyház keresztelőkápolnája